# Aegikranion

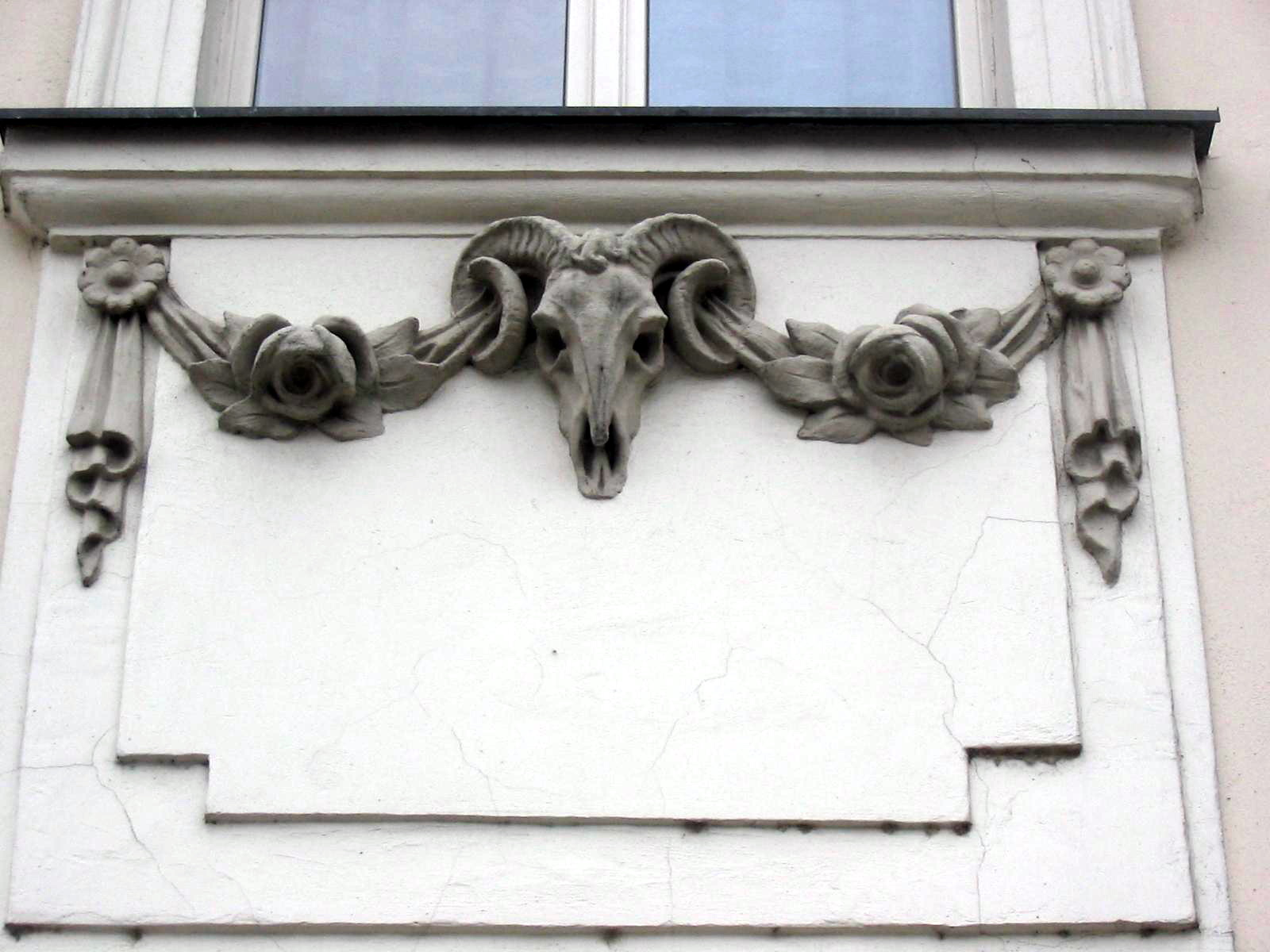
Aegikranion

Aegikranion (z greckiego: "αίγα" - kozioł, "κρανιο" - czaszka) – element dekoracyjny stosowany głównie w starożytności w formie płaskorzeźby na metopach fryzów w postaci ujętej frontalnie czaszki kozła lub barana symbolizującego zwierzę ofiarne. Motyw stosowany jako element ozdobny antycznych ołtarzy poświęconych bóstwom opiekujących się rolnictwem, oraz w kręgu 
sepulkralnym. Został przejęty przez ornamentykę nowożytną, popularny w meblarstwie XVIII wieku.